# Mortorio (eiland)
Mortorio (voluit Isola Mortorio) is een kleine rotseiland in de Mortorio-archipel voor de kust van het Italiaanse eiland Sardinië. Het valt onder het Parco internazionale delle Bocche di Bonifacio. Zowel de gemeente Arzachena als La Maddalena maken aanspraak op het grondgebied van Mortorio.
Het eiland, dat een grillige kustlijn kent, is 1,3 kilometer lang en een kilometer breed. Het ligt ongeveer 3,6 kilometer verwijderd van de noordoostkust van Sardinië. Nog verder naar het noordoosten liggen de eilandjes Scogli di Mortoriotto. Het eiland is in particuliere handen maar is volledig onbewoond. Het is erg bergachtig en herbergt vele vogelkolonies van verschillende soorten, waaronder de Audouinsmeeuw en de slechtvalk. De meest bijzondere vogel die er broedt is de kleine zilverreiger. Aan de zuidwestzijde van het eiland is een honderd meter breed strand te vinden.
De naam van het eiland is waarschijnlijk ontstaan nadat in de 18e eeuw een berg menselijke beenderen op het eiland werd gevonden. Sommige historici menen dat deze resten afkomstig zijn uit een zeeslag tussen de republieken Genua en Pisa. Op basis van andere bronnen (de annalen van Pisa) zouden de overblijfselen mogelijk kunnen worden toegeschreven aan een strijd tegen de islamitische emir Mujāhid al-Āmirī, waarbij de inwoners van Genua en Pisa juist voor een keer bondgenoten van elkaar waren. Deze strijd, die plaatsvond in 1016, was het begin van de periode waarin de republieken Genua en Pisa invloed kregen op Sardinië. De laatste theorie, gesteund door de islamitische historicus al-Himyari, luidt dat het eiland Isola dei Martiri geheten zou hebben, als gevolg van het zinken van schepen die onder leiding stonden van Mujāhid al-Āmirī. Aan het eind van de 18e eeuw werd het eiland gedurende enkele jaren bewoond door de familie Bertoleoni.
De IOTA-aanduiding van Mortorio is, in gelijk de andere eilanden in de Mortorio-archipel, EU-165. De Italian Islands Award-referentie (I.I.A., gegeven aan natuurlijke eilanden) was SS-054. Inmiddels heeft het eiland in de Mediterranean Islands Award de code MIS-019.